# Swing High, Swing Low
Swing High, Swing Low ist ein US-amerikanischer Spielfilm mit zahlreichen Musikeinlagen mit Carole Lombard und Fred MacMurray aus dem Jahr 1937. Regie führte Mitchell Leisen.

## Handlung
Als Friseurin an Bord eines Schiffes, das durch die Panamakanalzone reist, stößt Maggie King an seinem letzten Tag in der Armee einen forschen jungen Soldaten, „Skid“ Johnson, ab. Er ist jedoch hartnäckig, und am nächsten Tag gehen sie und ihre Freundin Ella widerwillig zu einem Doppel-Date mit ihm und seinem Freund Harry, einem Klavierspieler, in Balboa. In einem Nachtclub äußert sie ihre Abneigung gegen Trompetenmusik, woraufhin er sie mit seinen erstaunlichen Fähigkeiten auf dem Instrument beeindruckt. Als ein Mann versucht, sie an der Bar aufzureißen, kommt es zu einer Schlägerei zwischen ihm und Skid, die Skid und Maggie ins Gefängnis bringt. Infolgedessen verpasst Maggie ihr Schiff zurück in die Staaten.
Da sie kein Geld mehr hat, nachdem sie geholfen hat, die Strafe zu bezahlen, ist sie gezwungen, bei Skid und Harry einzuziehen. Sie überredet die skeptische Murphy, den unambitionierten Skid und sie als Trompeterin bzw. Showgirl in „Murphy’s Cafe y Bar“ einzustellen, indem sie Murphy erzählt, sie seien verheiratet. Sie gerät mit dem anderen Showgirl Anita Alvarez, Skids früherer Freundin, aneinander, aber Anita verlässt das Lokal bald wegen eines besseren Jobs. Maggie und Skid verlieben sich schließlich ineinander und heiraten.
Maggie überredet den widerwilligen Skid, nach New York City zu gehen, um in einem großen Nachtclub zu spielen, und lässt sie zurück. Später findet sie heraus, dass Anita dort arbeitet. Er ist ein großer Erfolg, zusammen mit der Sängerin Anita. Ruhm und Reichtum steigen ihm zu Kopf. Er versäumt es, Maggie das Fahrgeld zu schicken, um ihn zu begleiten und beantwortet ihre Briefe nicht. Schließlich leiht sich Maggie das Geld von Murphy. Anita fängt ihr Telegramm an Skid ab, in dem sie ihm mitteilt, wo er ihr Boot treffen soll. Nachdem sie lange am Pier gewartet hat, ruft Maggie aufgrund einer Vermutung in Anitas Hotelzimmer an, und ein betrunkener Skid geht ran (Anita hat ihn nach einer gemeinsamen Nacht in der Stadt auf einen Schlummertrunk eingeladen). Maggie lässt sich von ihm scheiden. Ella findet es heraus und erzählt es ihrem alten Freund, dem wohlhabenden Rancher Harvey Howell. Mary plant, nach Frankreich zu segeln, um die Scheidung zu erwirken und Harvey zu heiraten.
Skid ist so am Boden zerstört, dass er zu trinken beginnt und Auftritte verpasst, was ihn seinen Job und seine Karriere kostet. Schließlich versucht er, sich wieder zu melden, fällt aber bei der Musterung durch. Dann trifft er auf Harry, der nach ihm gesucht hat. Harry hat eine Band für einen Live-Radioauftritt zusammengetrommelt, um für einen wichtigen Sponsor vorzuspielen, und möchte (um seinem alten Freund zu helfen), dass Skid mit ihnen spielt. Skids alte Agentin Georgie versucht, Maggie, die gerade aus Frankreich zurückgekehrt ist, dazu zu bringen, Skid in Form zu bringen. Sie eilt herbei und tut ihr Bestes. Während der Sendung ist Skid zunächst furchtbar, aber als Maggie ihm sagt, dass sie zu ihm hält, „bis dass der Tod uns scheidet“, findet er zu seiner alten Brillanz zurück.

## Hintergrund
Das Drehbuch basiert auf dem Bühnenstück Burlesque von 1927. Bereits 1929 hatte Paramount den Stoff unter dem Titel Artisten (OT: The Dance of Life) mit Nancy Carroll und Hal Skelly verfilmt. 1948 gab es mit When My Baby Smiles at Me eine weitere Adaption mit Betty Grable und Dan Dailey, einen der größten finanziellen Erfolge in Grables Karriere.
Paramount plante 1935 zunächst, die Neuverfilmung mit Sylvia Sidney und MacMurray vor die Kameras zu bringen. Der Erfolg von Liebe im Handumdrehen brachte jedoch eine Umbesetzung mit Carole Lombard. Für Lombard war es der dritte von vier gemeinsamen Filmen mit Fred MacMurray und die dritte Kooperation mit Mitchell Leisen. Dorothy Lamour war bei einem ihrer ersten Auftritte vor der Kamera in einer wichtigen Nebenrolle zu sehen, nachdem sie wenige Monate vorher mit ihrem Auftritt in einem Sarong in Die Dschungel-Prinzessin zu nationaler Bekanntheit aufgestiegen war.
Im Jahr 1965 wurde der Film in den Vereinigten Staaten gemeinfrei.
Er wurde 2007 von Synergy Entertainment auf DVD veröffentlicht.

## Rezeption
Die meisten zeitgenössischen Rezensionen waren durchwachsen.
Die New York Times war keine Ausnahme, wenn dort recht lapidar festgestellt wurde:

„Swing High, Swing Low fährt wie die meisten Riesenräder nirgendwohin - zumindest nirgendwohin, wo man noch nicht war. Seine Akteure sind es wirklich wert, besser behandelt zu werden.“